# Gasteria pulchra
Gasteria pulchra ist eine Pflanzenart der Gattung Gasteria in der Unterfamilie der Affodillgewächse (Asphodeloideae).

## Beschreibung

### Vegetative Merkmale
Gasteria pulchra wächst stammlos, ist niederliegend bis aufrecht und erreicht bei einem Durchmesser von 20 bis 36 Zentimetern eine Höhe von 20 bis 36 Zentimeter. Sie ist einzeln oder  sprosst von der Basis aus und bildet kleine Gruppen. Die linealisch-schwertförmigen bis linealisch-zugespitzten, aufrecht ausgebreiteten, oft sichelförmigen Laubblätter bilden eine dichte Rosette. Die dunkelgrüne Blattspreite ist 24 bis 36 Zentimeter lang und 2,4 bis 4 Zentimeter breit. Sie ist undeutlich asymmetrisch gekielt und mit dichten weißen Flecken bedeckt, die in diagonalen Streifen angeordnet sind. Die Epidermis ist glatt. Der Blattrand ist knorpelig und fein gesägt. Die Blattspitze ist spitz oder zugespitzt und trägt ein aufgesetztes Spitzchen. Junge Blätter sind zweizeilig, aufrecht ausgebreitet, bandförmig, ausgespreizt, deutlich warzig, mit einem aufgesetzten Spitzchen.

### Blütenstände und Blüten
Der aufrechte bis aufrecht-ausgebreitete, selten einfache Blütenstand ist eine lockere Rispe und erreicht eine Länge von 35 bis 150 Zentimeter. Seitenzweige sind aufrecht ausgebreitet. Die rötlich rosafarbene Blütenhülle ist 18 bis 25 Millimeter lang. Ihr bauchiger Teil ist kugelförmig-ellipsoidisch, weist einen Durchmesser von 6 bis 7 Millimeter auf und erstreckt sich über etwas mehr als die Hälfte der Länge der Blütenhülle. Oberhalb ist sie zu einer Röhre mit einem Durchmesser von 4 bis 4,5 Millimeter eingeschnürt. Der Griffel ragt nicht aus der Blütenhülle heraus.
Die Blütezeit ist das Frühjahr.

### Früchte und Samen
Die länglichen Früchte sind 12 bis 27 Millimeter lang und 7 Millimeter breit. Sie enthalten 2 bis 5 Millimeter lange und 2 bis 3 Millimeter breite Samen.

## Systematik und Verbreitung
Gasteria pulchra ist in der südafrikanischen Provinz Ostkap in subtropischen Dickichten auf Konglomerat verbreitet.
Die Erstbeschreibung als Aloe maculata var. pulchra durch John Gilbert Baker wurde 1789 veröffentlicht. Adrian Hardy Haworth stellte die Varietät 1812 als Art in die Gattung Gasteria.
Synonyme sind Aloe pulchra (Aiton) Haw. (1804), 
Aloe obliqua DC. (1802, nom. illeg. ICBN-Artikel 53.1), Aloe pulchra (Aiton) Jacq. (1805, nom. illeg. ICBN-Artikel 53.1) und Gasteria poellnitziana H.Jacobsen (1954, nom. inval. ICBN-Artikel 36.1).

## Nachweise